# Tredje vägen (Palestina)
Tredje vägen är ett politiskt mittenparti i Palestinska självstyret. Partiledare är Salam Fayyad och Hanan Ashrawi. Tredje vägen bildades inför de palestinska valen 2006, och presenterade då sig som ett mittenalternativ till de två mer etablerade Fatah och Hamas. I valet fick man 2,41 % av rösterna vilket innebar att man fick två av den lagstiftande församlingens 132 platser.
Från den 15 juni 2007 till den 6 juni 2013 var Tredje vägens partiledare Salam Fayyad även premiärminister för Palestinska myndighetens krisregering.